# Церковь Николы Белого
Церковь Николы Белого (Церковь Николая Чудотворца Белого) — недействующий православный храм в Великом Новгороде, бывший храм упразднённого Николо-Бельского монастыря. Построена в XIV веке, перестраивалась в XVII и XIX веках. Расположена на Бредова-Звериной улице, вблизи Зверина монастыря. Входит в состав объекта Всемирного наследия ЮНЕСКО «Исторические памятники Новгорода и окрестностей».

## История
Церковь построена в 1312—1313 годах архиепископом Давидом на его «дворище» в составе нового монастыря в Неревском конце. В конце XV — начале XVI века пристроен придел во имя Петра и Павла. Здание пострадало во время шведской оккупации 1611—1617 годов, при восстановлении было перестроено. Николо-Бельский монастырь был упразднён в 1764 году, церковь стала приходской. Была закрыта в 1930 году. Научно обследована и отреставрирована в 1960—1963 годах под руководством Григория Штендера. Повторная реставрация начата в 2003 году.

## Архитектура
Основной объём храма XIV века — кубический, четырёхстолпный, имеет одну полукруглую апсиду, восьмискатное покрытие и одну главу со световым барабаном. Стены имеют сильный наклон внутрь и утолщены в основании. Фасады вертикально разделяются лопатками, которые в верхней части соединены ползучими арками — трёхлопастной в центральном прясле и двухлопастными в боковых пряслах. Среди восстановленных оконных проёмов есть проёмы трёх типов: 1) со скошенными гранями, перемычками полуциркульной формы и деревянными окончинами, 2) аналогично предыдущему, но с уступом с наружной стороны, стрельчатой перемычкой и кирпичной окончиной; 3) небольшие щелевидные проёмы с треугольной перемычкой. Три входа в храм оформлены перспективными порталами со стрельчатыми очертаниями завершений. Столбы смещены от середины храма к востоку. От перекрытий XIV века сохранились только триумфальная арка апсиды и две арки между восточными столбами и южной и северной стенами соответственно. В настоящее время храм венчают коробовые своды и барабан, относящиеся к XVII веку. На восточной стене имеются два аркосолия XIV века со стрельчатыми завершениями. Кладка XIV века имеет смешанный характер, в основном кирпичная, из кирпича размерами 30-31 × 14-15 × 8-9 см и 28,5-29 × 14,5 × 8,5 см.
Придел расположен с северной стороны. Он двухэтажный, имеет крупную полукруглую апсиду. Большие окна оформлены в стилистике XVII века, имеют килевидное подвышение. Стены сложены из кирпича размерами 5-5,5 × 14 × 28 см и 7 × 12 × 25 см. С западной стороны имеется двухэтажная пристройка-паперть с аналогичными окнами.
Церковь, с одной стороны, продолжает традиции новгородской архитектуры XII—XIII веков: наклонные стены и пирамидальное расположение окон подобны церквям Параскевы Пятницы на Торгу и Рождества Богородицы в Перыни. С другой стороны, в архитектуре впервые применены такие приёмы, как многолопастная арка, венчающая своды, стрельчатые завершения окон, порталов, ниш и аркосолей. В дальнейшем такие формы стали характерными в новгородском церковном строительстве XIV—XV веков.